# ヴカシン・ヨヴァノヴィッチ
ヴカシン・ヨヴァノヴィッチ（Vukašin Jovanović、1996年5月17日 - ）は、セルビア・ベオグラード出身のプロサッカー選手。FKチュカリチュキ所属。ポジションはDF（CB）。

## 経歴

### クラブ
レッドスター・ベオグラードの下部組織出身。ユースチーム在籍中の2014年8月9日にトップチームデビューを果たした。8月12日、クラブと最初のプロ契約を結んだ。
2016年2月20日、FCゼニト・サンクトペテルブルクと4年半契約を結んだ。しかしトップチームでの出番は無く、リザーブチームでプレーする日々が続いた。
2017年1月31日、レンタルでFCジロンダン・ボルドーに加入。シーズン終了後、300万ユーロでボルドーに完全移籍。

### 代表
ユース年代からセルビア代表に選ばれている。2014年にはUEFA U-19欧州選手権に参加し、ベスト4に貢献。自身も大会優秀選手に選ばれた。翌2015年に開催されたU-20ワールドカップでは優勝を果たした。

## タイトル
セルビア代表
- FIFA U-20ワールドカップ: 2015